# آلپوئنته
آلپوئنته (به اسپانیایی: Alpuente) یک شهرستان در اسپانیا است که در Los Serranos واقع شده‌است.

## خصوصیات
آلپوئنته ۱۳۸٫۳ کیلومترمربع مساحت و ۸۳۳ نفر جمعیت دارد و ۱٬۰۰۰ متر بالاتر از سطح دریا واقع شده‌است.